# Divriği nagymecset és kórház
A Divriği nagymecset és kórház (törökül: Divriği Ulu Cami ve Darüşşifa) egy 1299-ben épült mecsetkomplexum Törökország keleti részén,  Sivas tartomány Divriği községében. A gyönyörűen díszített mecsetet és a hozzá kapcsolódó kórházat a Mengücek Bejség uralkodójának, Ahmed sahnak a parancsára Ahlati Hürremsah építette. 1985-ben került az UNESCO világörökségi listájára.